# Vesnická památková rezervace
Vesnická památková rezervace (VPR) je typ památkové rezervace v Česku, památkově chráněné území, jehož charakter a prostředí určuje soubor nemovitých kulturních památek. Jedná se o území se zachovanými stavbami lidového charakteru, tedy vesnice, dělnické kolonie nebo předměstské čtvrti s lidovou architekturou. Důležitá je zachovaná (případně jenom minimálně narušená) urbanistická struktura takového území. Nižším stupněm ochrany je vesnická památková zóna.

## Charakteristika
Vesnické památkové rezervace v Česku mají podle typu regionu různorodý charakter. V táhlém pohraničním pásmu podhorských oblastí bývalých Sudet se jedná vesměs o roubená stavení, od velkých statků s uzavřenou nádvorní dispozicí až po drobné objekty typu stodol atd. Na Šumavě nebo v Podkrkonoší jsou vesnické památkové rezervace rozprostřeny na velkém prostoru opuštěných samot. Roubená architektura zasahující do vnitřní části Čech se naopak dochovala v kompaktních celcích na menším prostoru (například v Chráněné krajinné oblasti Kokořínsko – Máchův kraj nebo na Vysočině). Odlišný charakter mají vesnické památkové rezervace v jižních Čechách, kde se hlavně na Českobudějovicku a Táborsku dochovaly honosné statky ve stylu tzv. selského baroka soustředěné kolem návsi. Na jižní Moravě má status vesnické památkové rezervace několik obcí díky vinařské tradici a dochovanému celku vinných sklípků.
V Česku se na konci roku 2022 nacházelo 61 vesnických památkových rezervací. Jedna vesnická památková rezervace má zároveň status památky UNESCO (Holašovice).

## Galerie

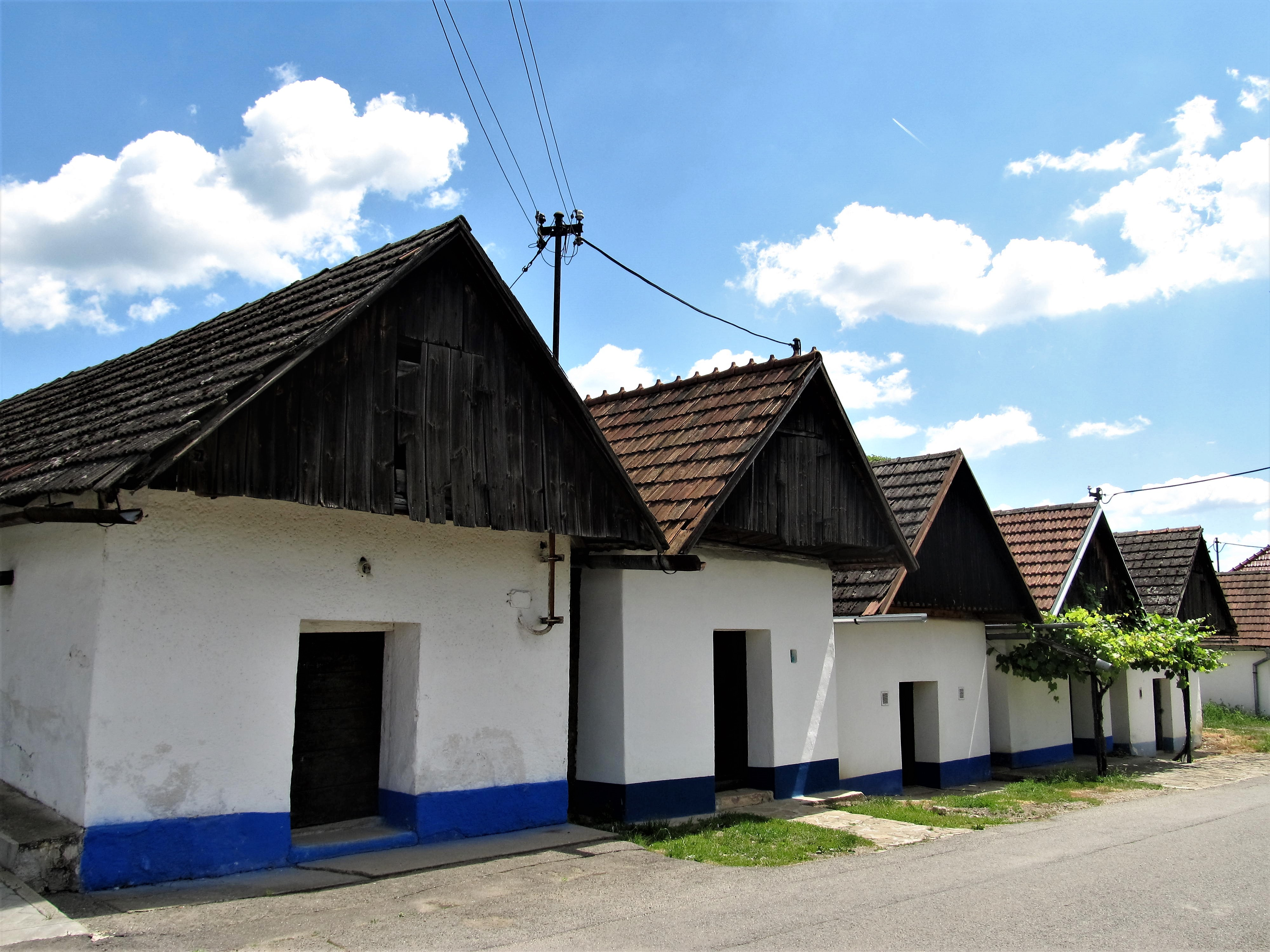
Blatnice pod Svatým Antonínkem (okres Hodonín)
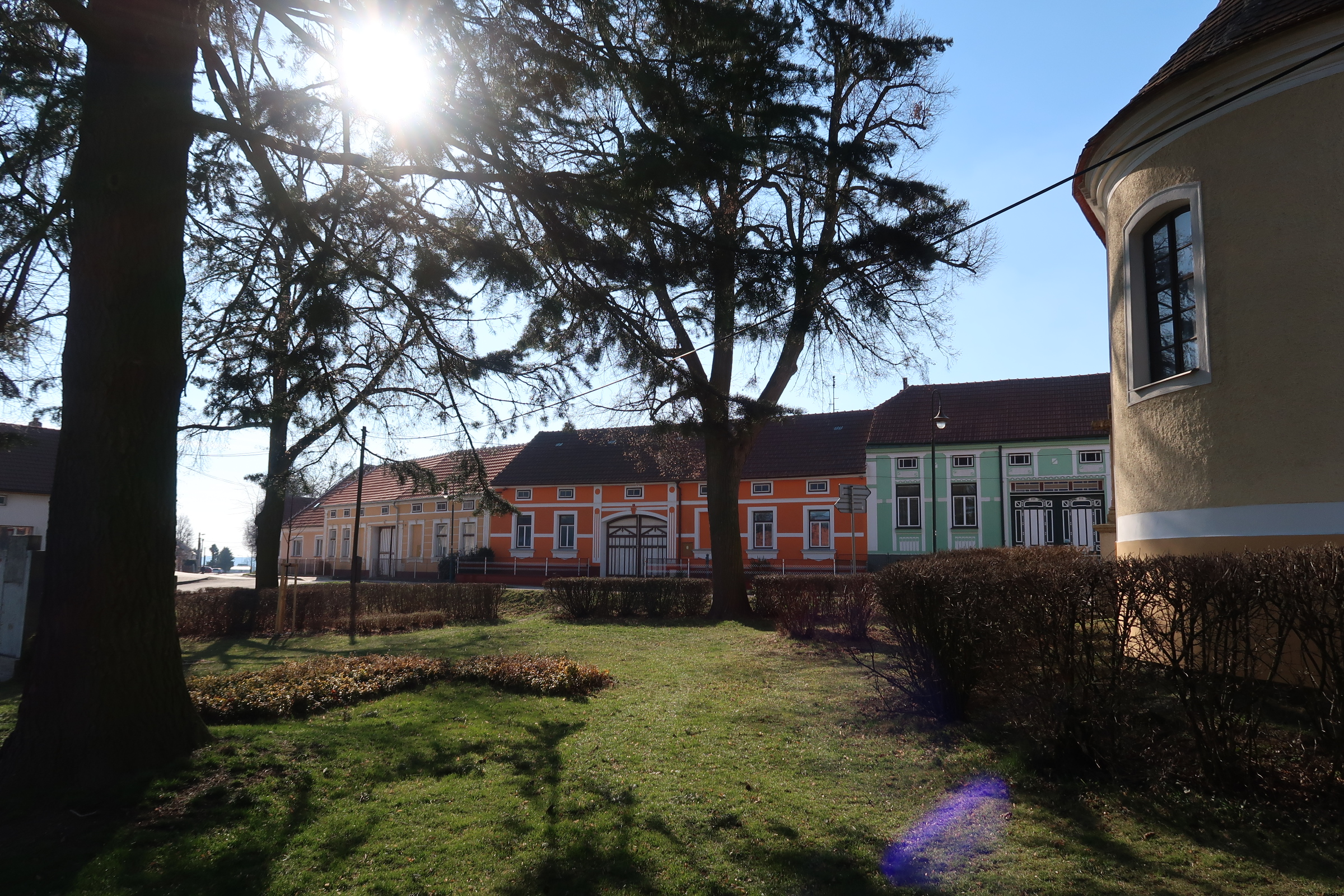
Dešov (okres Třebíč)
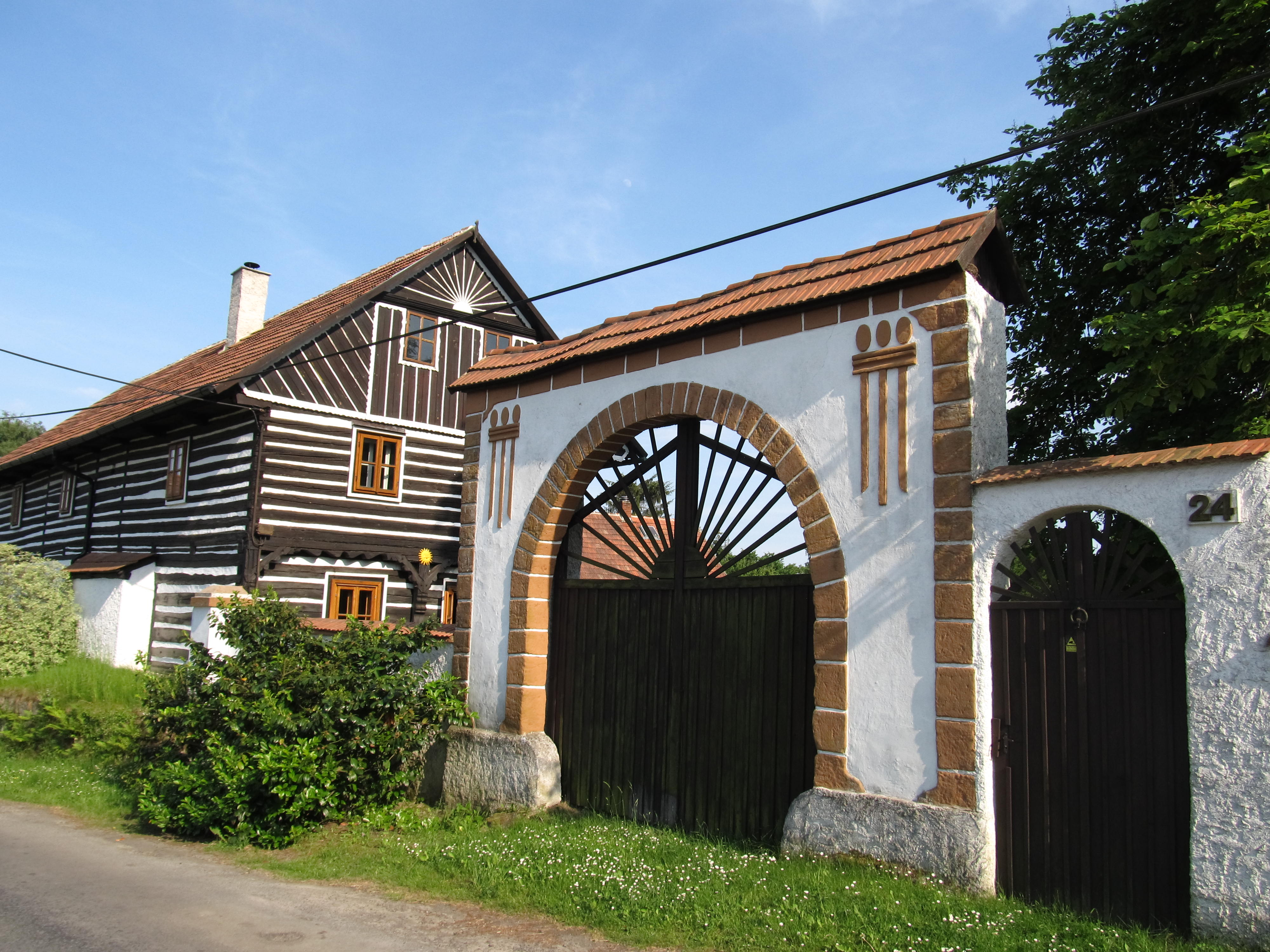
Dobřeň (okres Mělník)
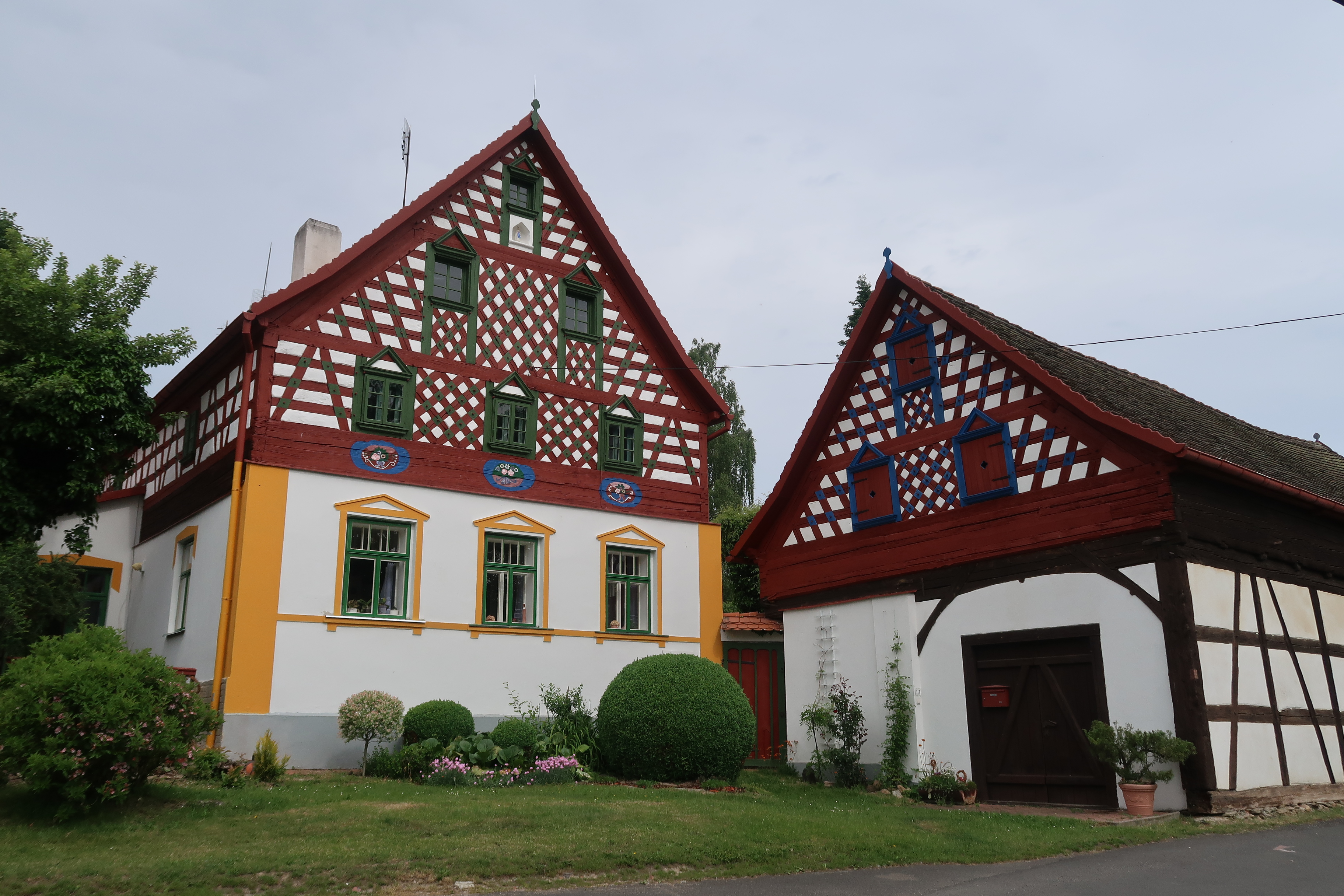
Doubrava (okres Cheb)
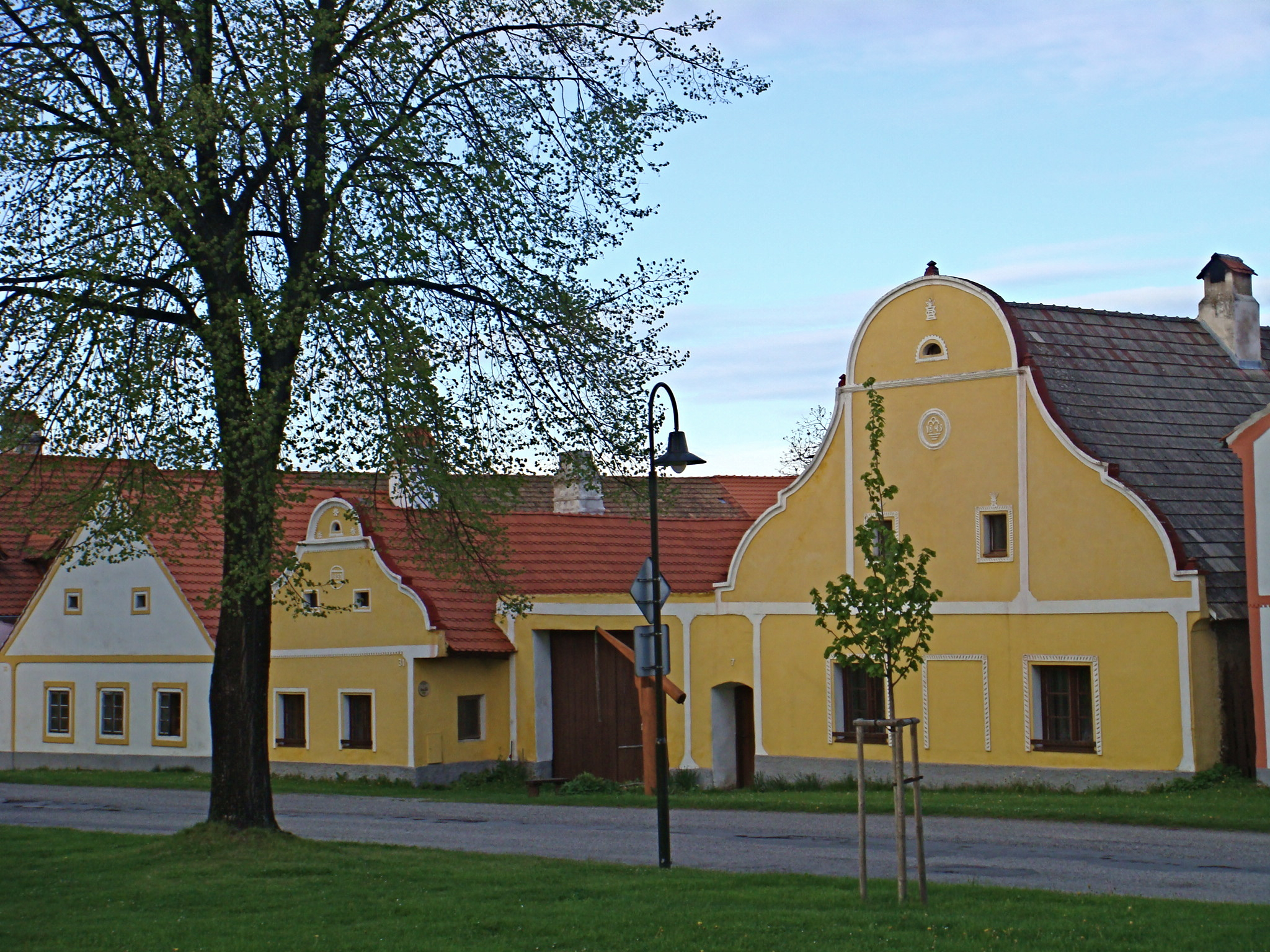
Holašovice (okres České Budějovice)
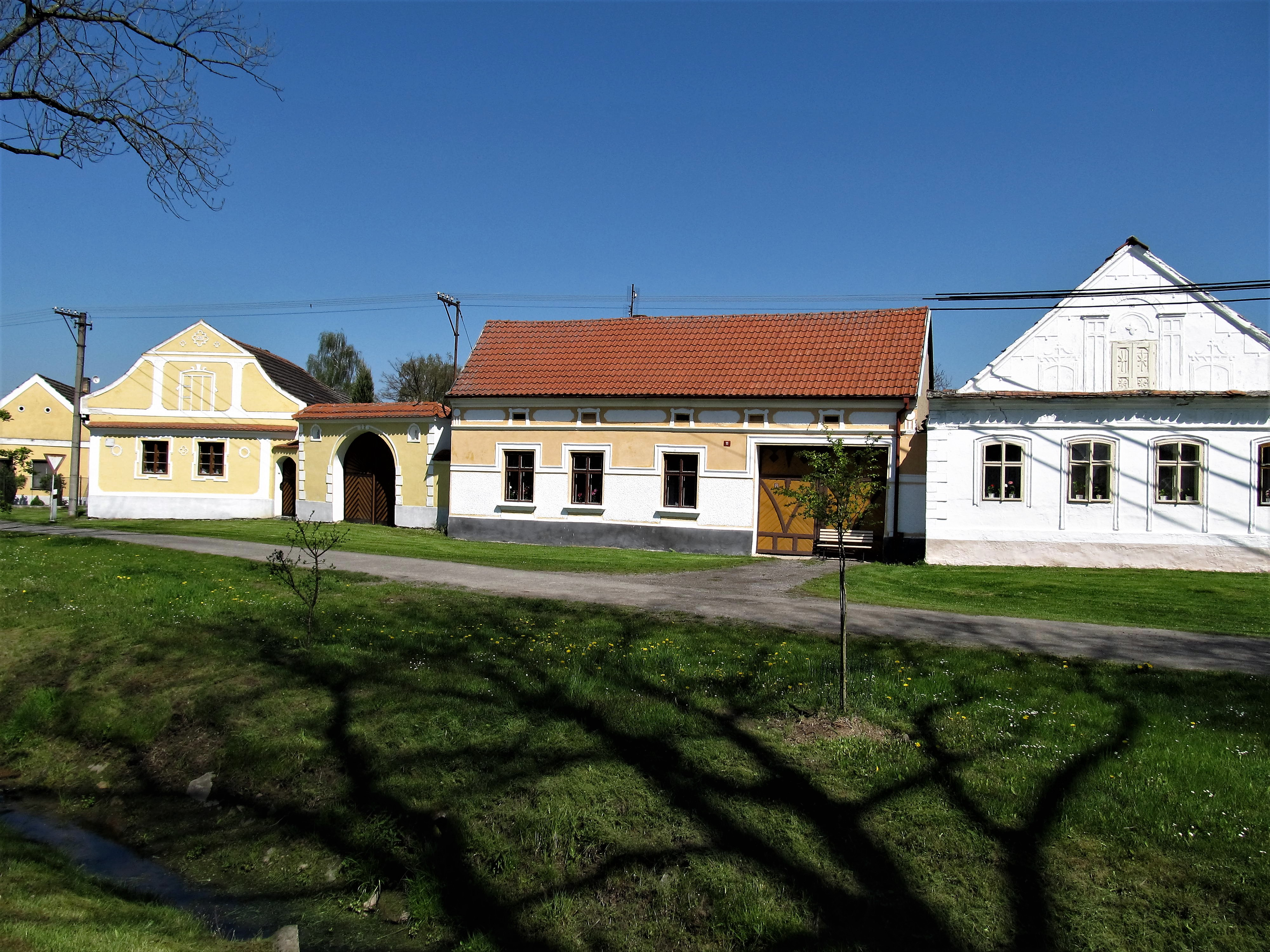
Klečaty (okres Tábor)
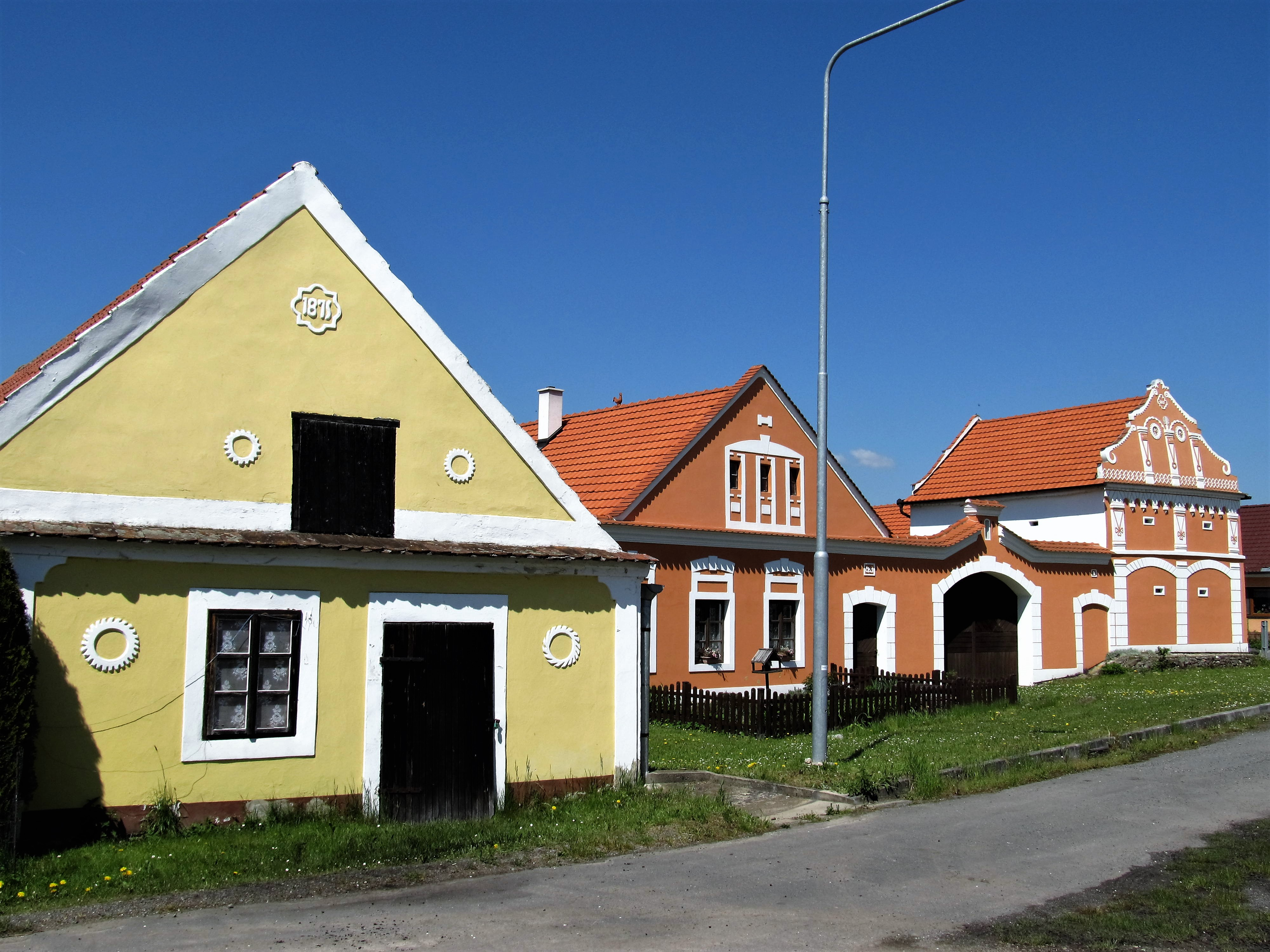
Komárov (okres Tábor) (okres Tábor)
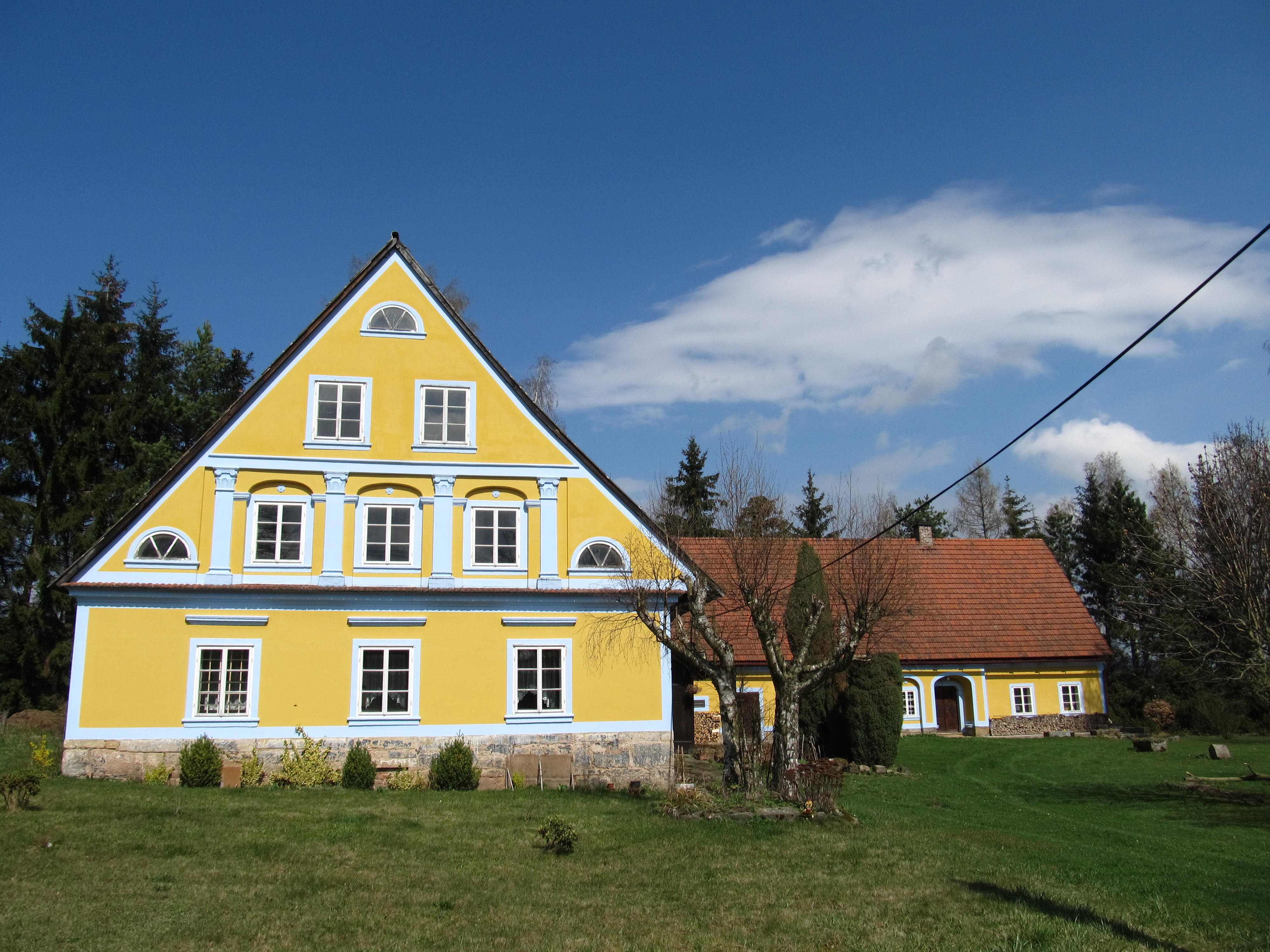
Křinice (okres Náchod)
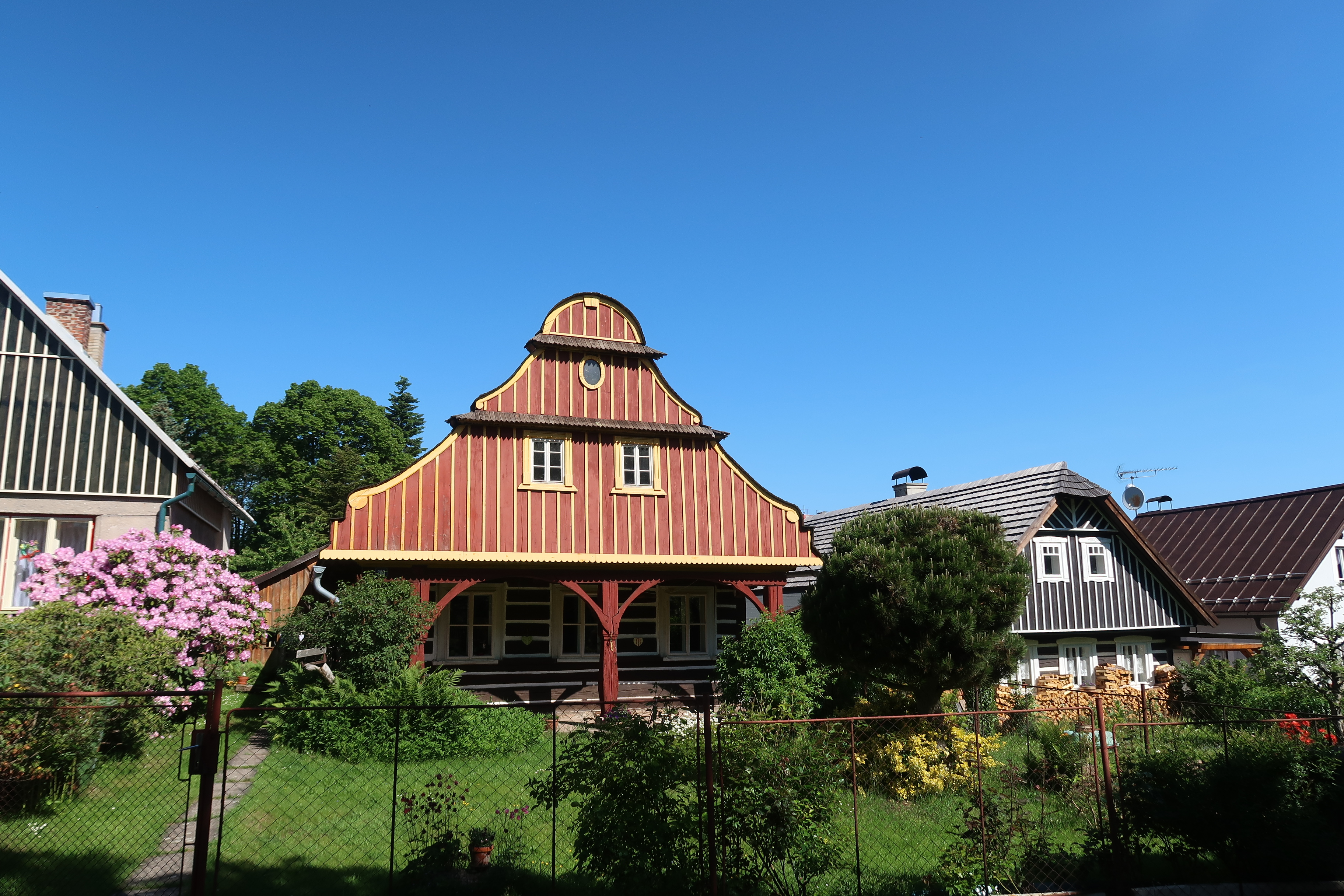
Lomnice nad Popelkou (okres Semily)
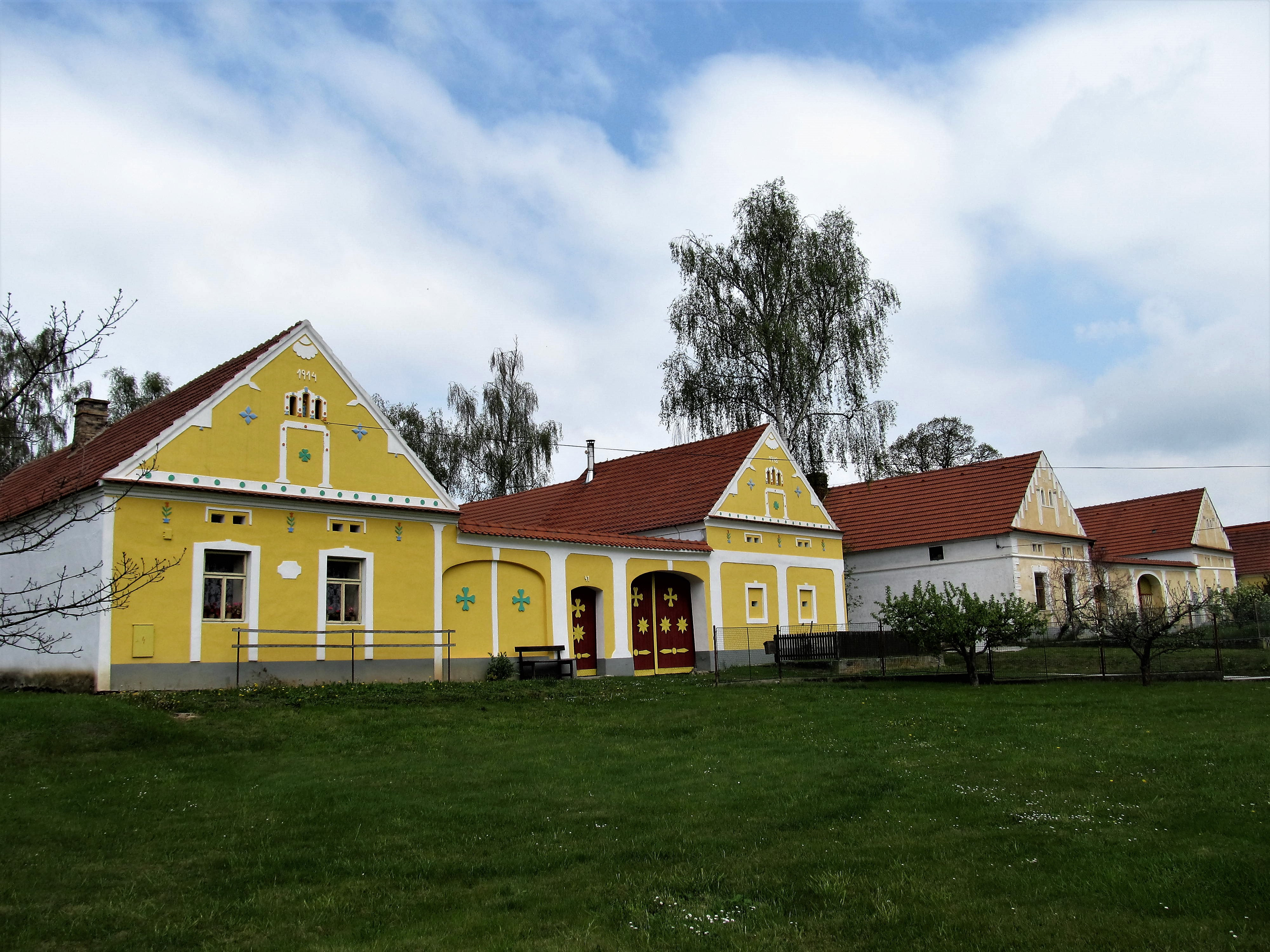
Mazelov (okres České Budějovice)
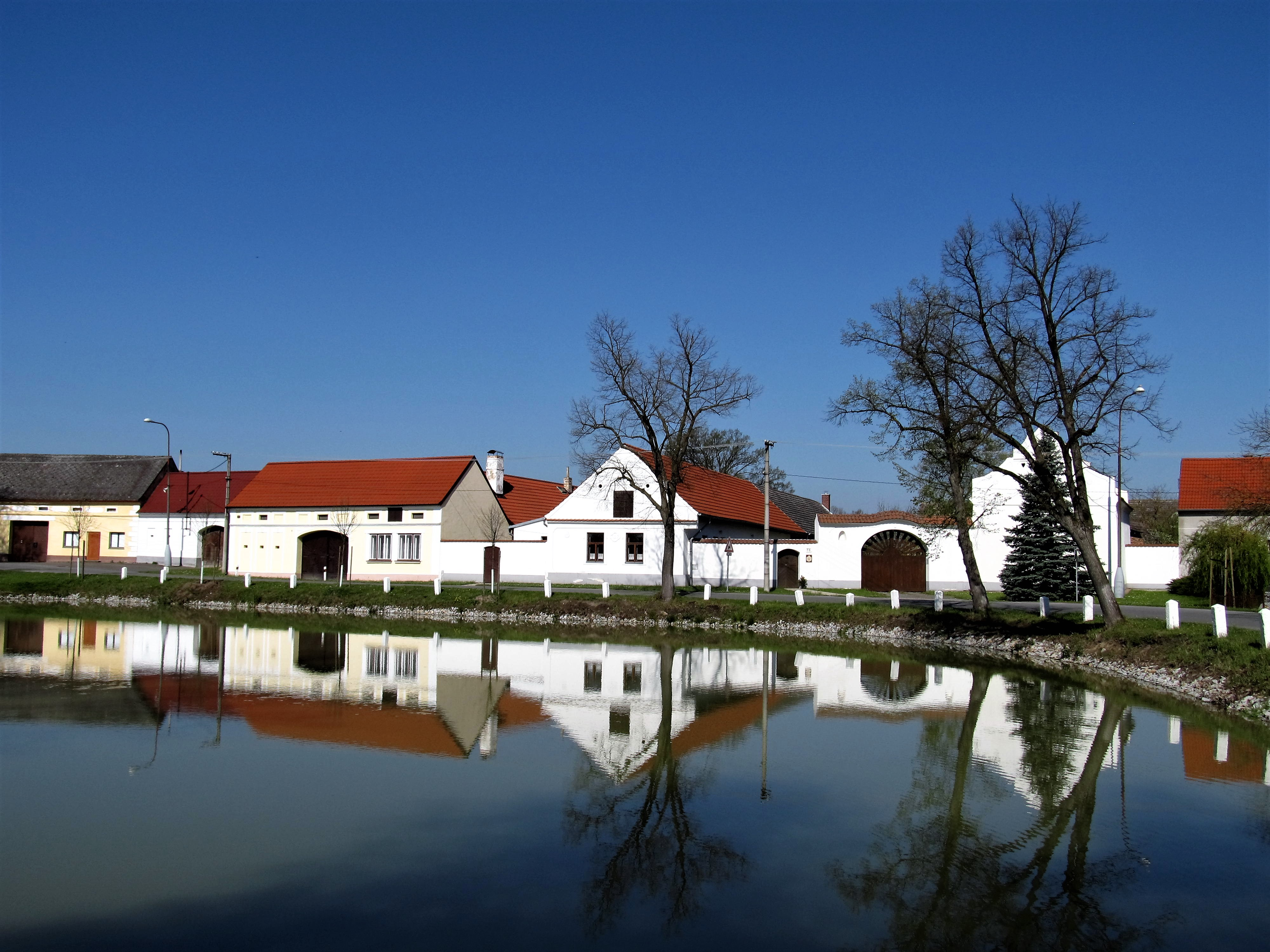
Mažice (okres Tábor)
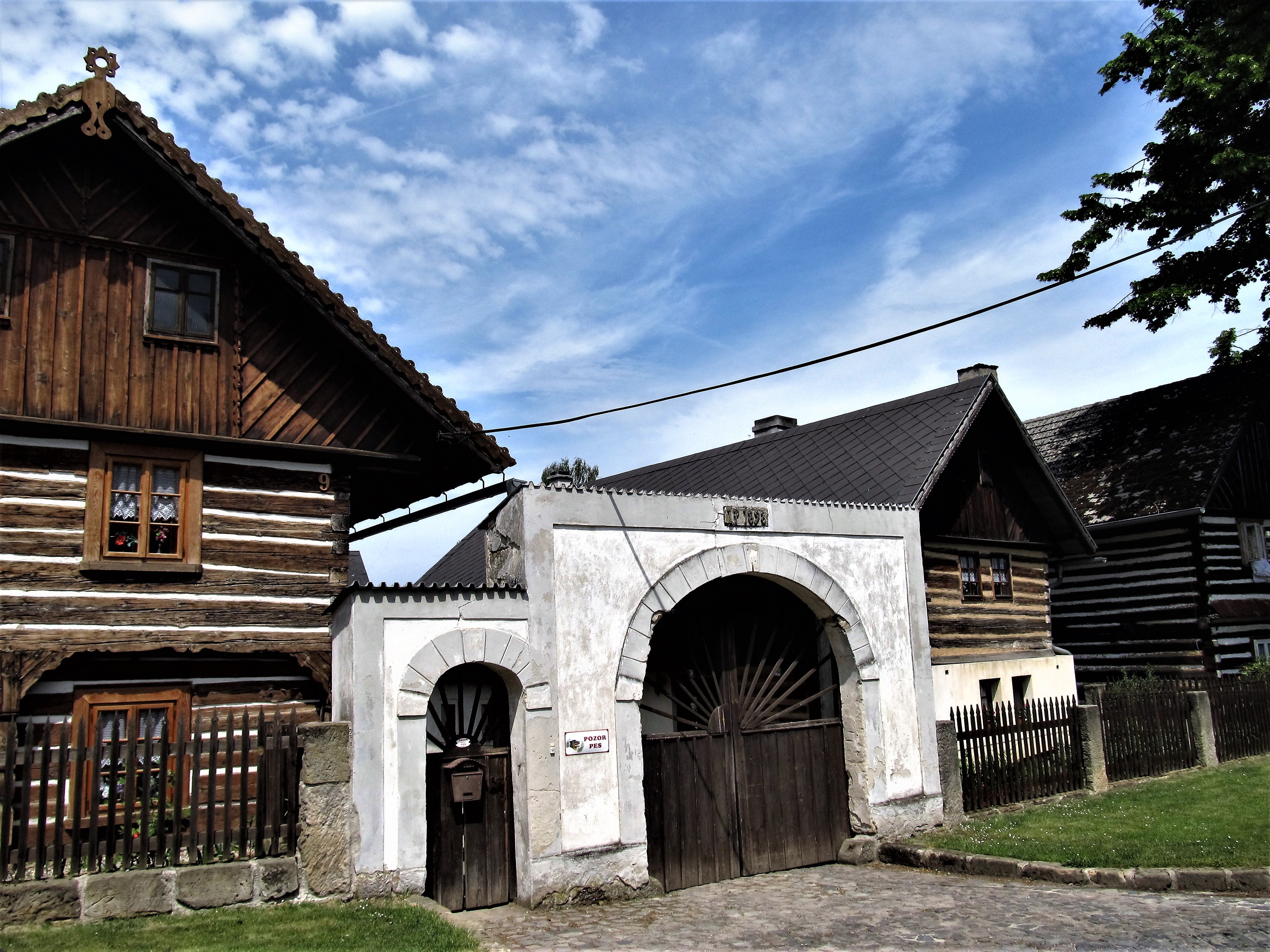
Nosálov (okres Mělník)
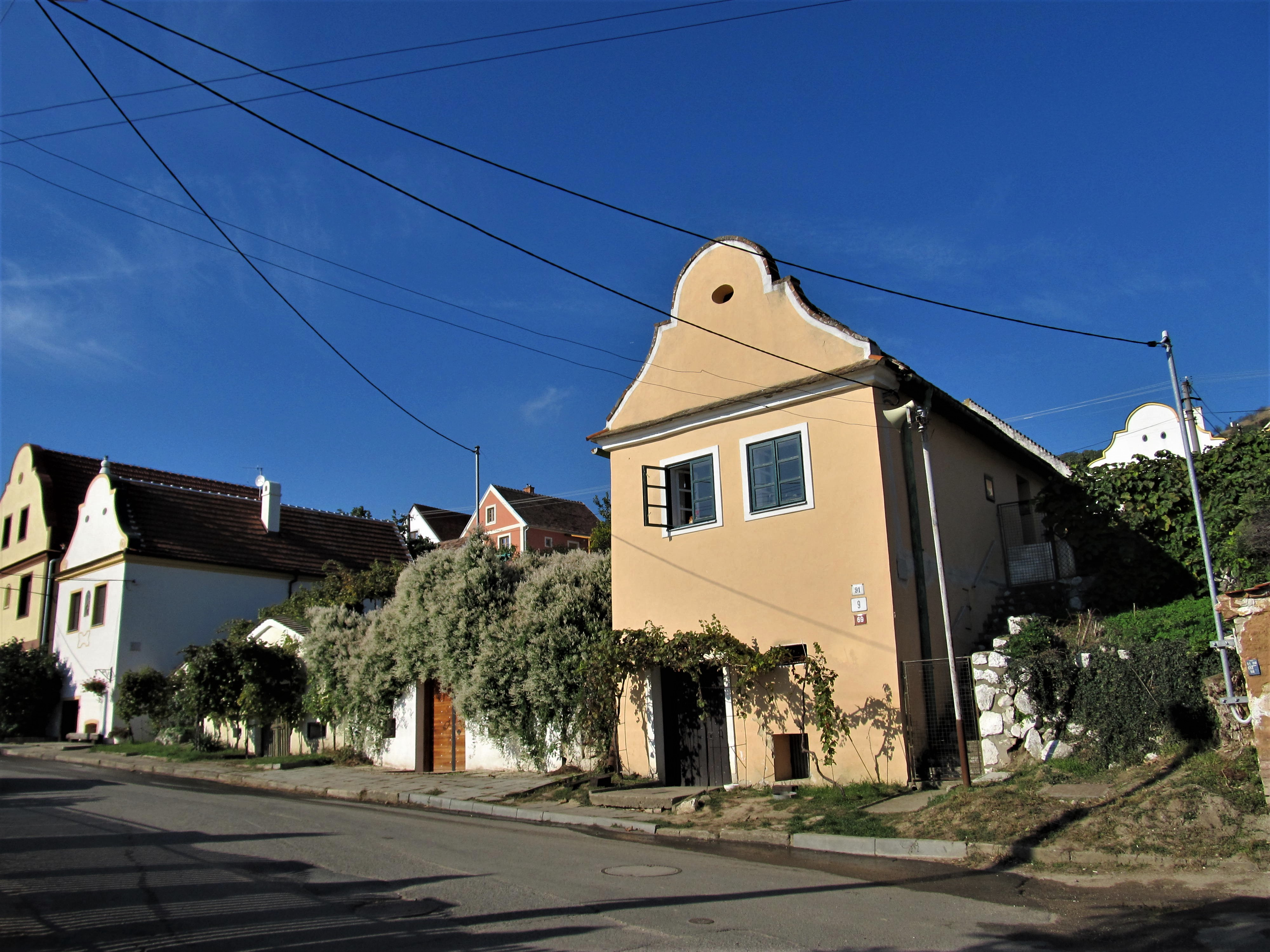
Pavlov (okres Břeclav)
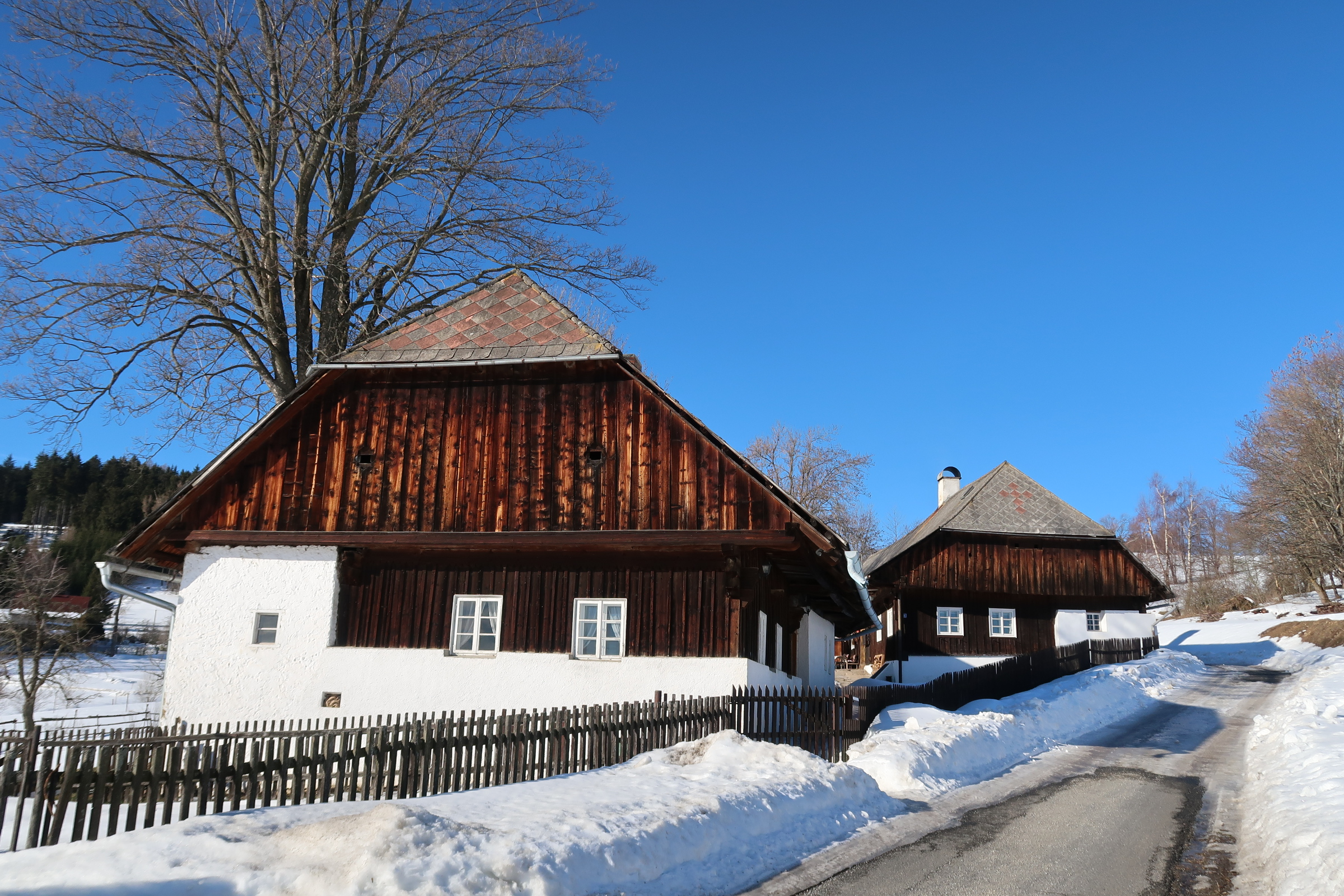
Stachy (okres Prachatice)
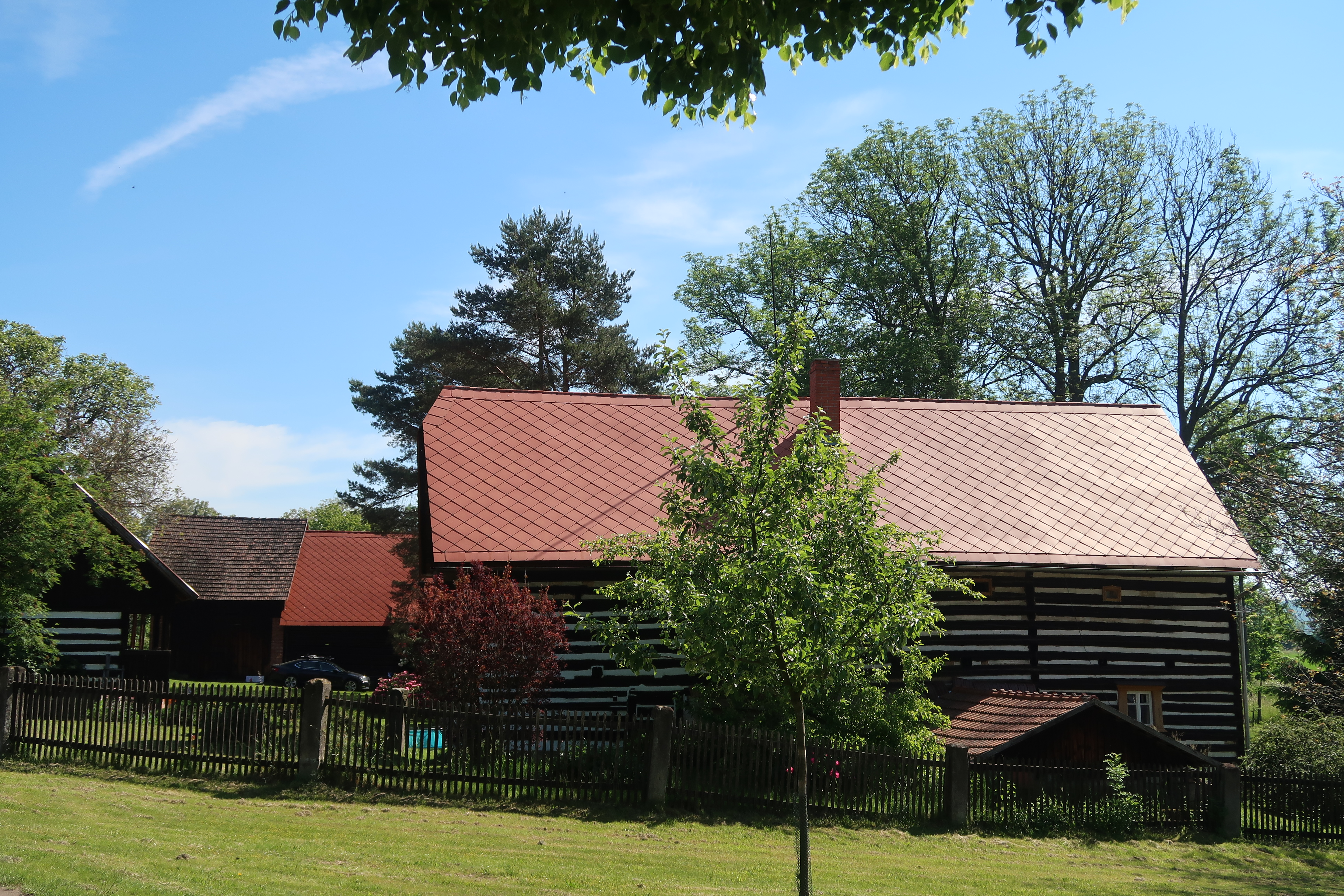
Vesec u Sobotky (okres Jičín)
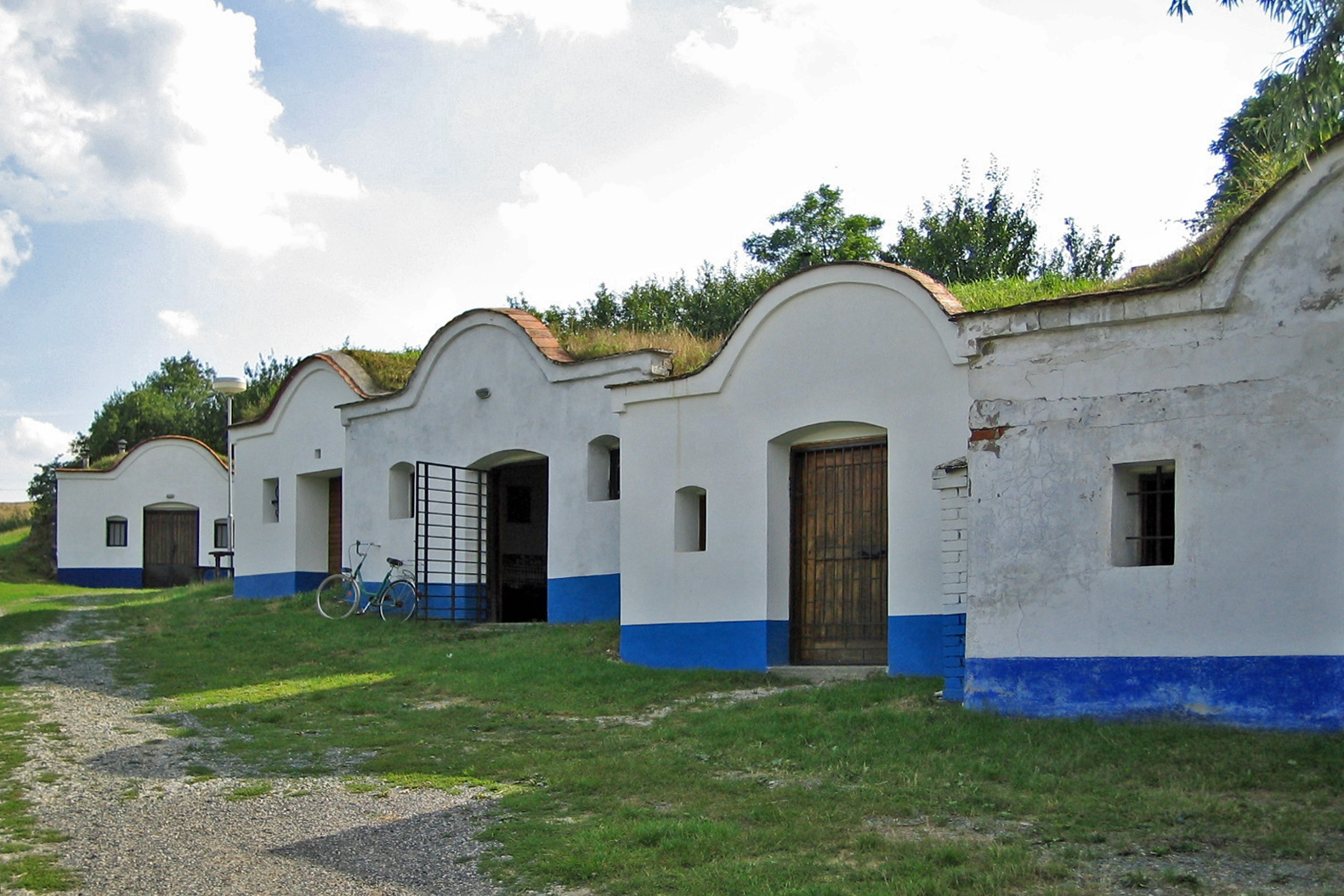
Petrov (okres Hodonín)
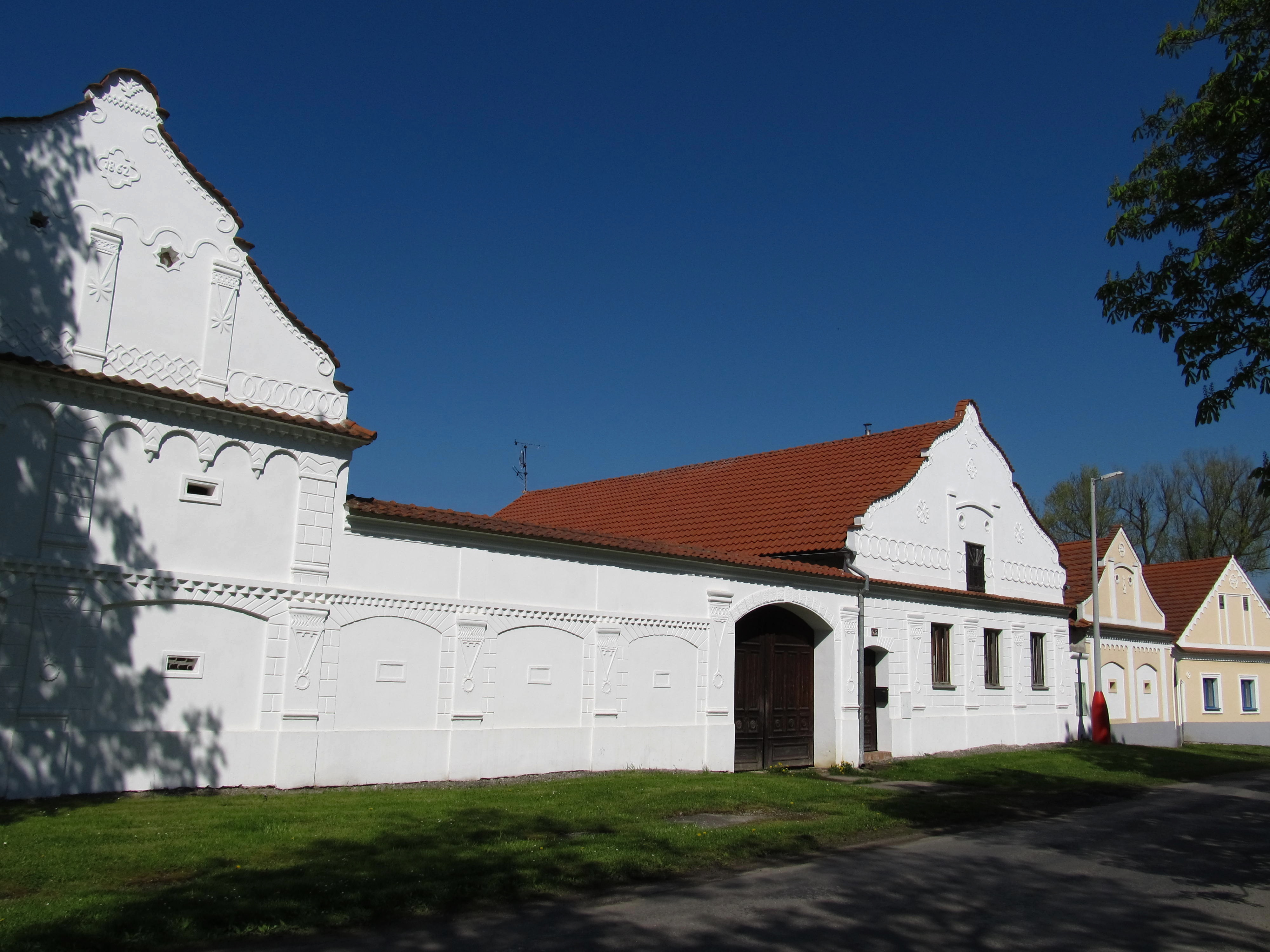
Zálší (okres Tábor)
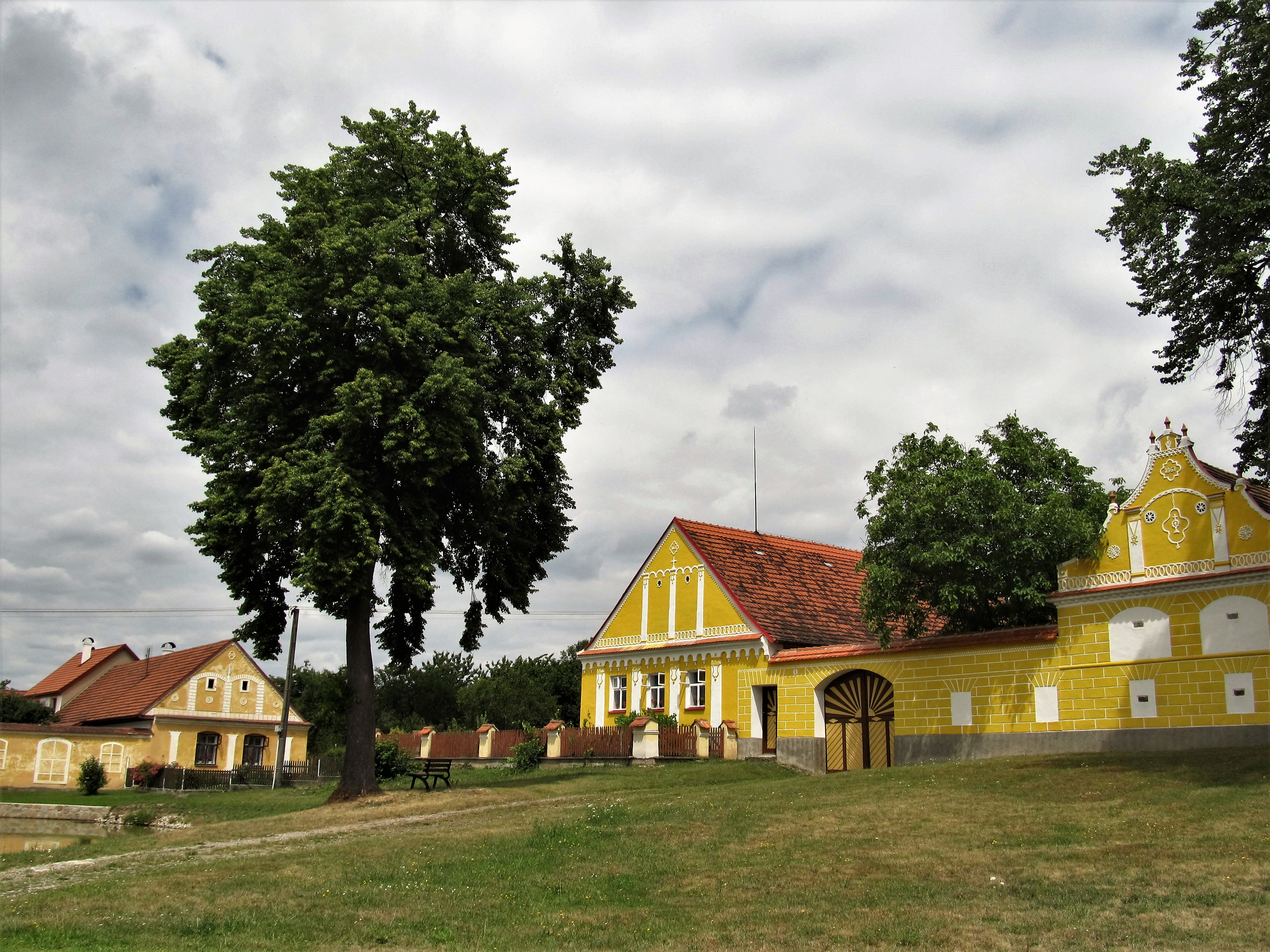
Záluží (okres Tábor)
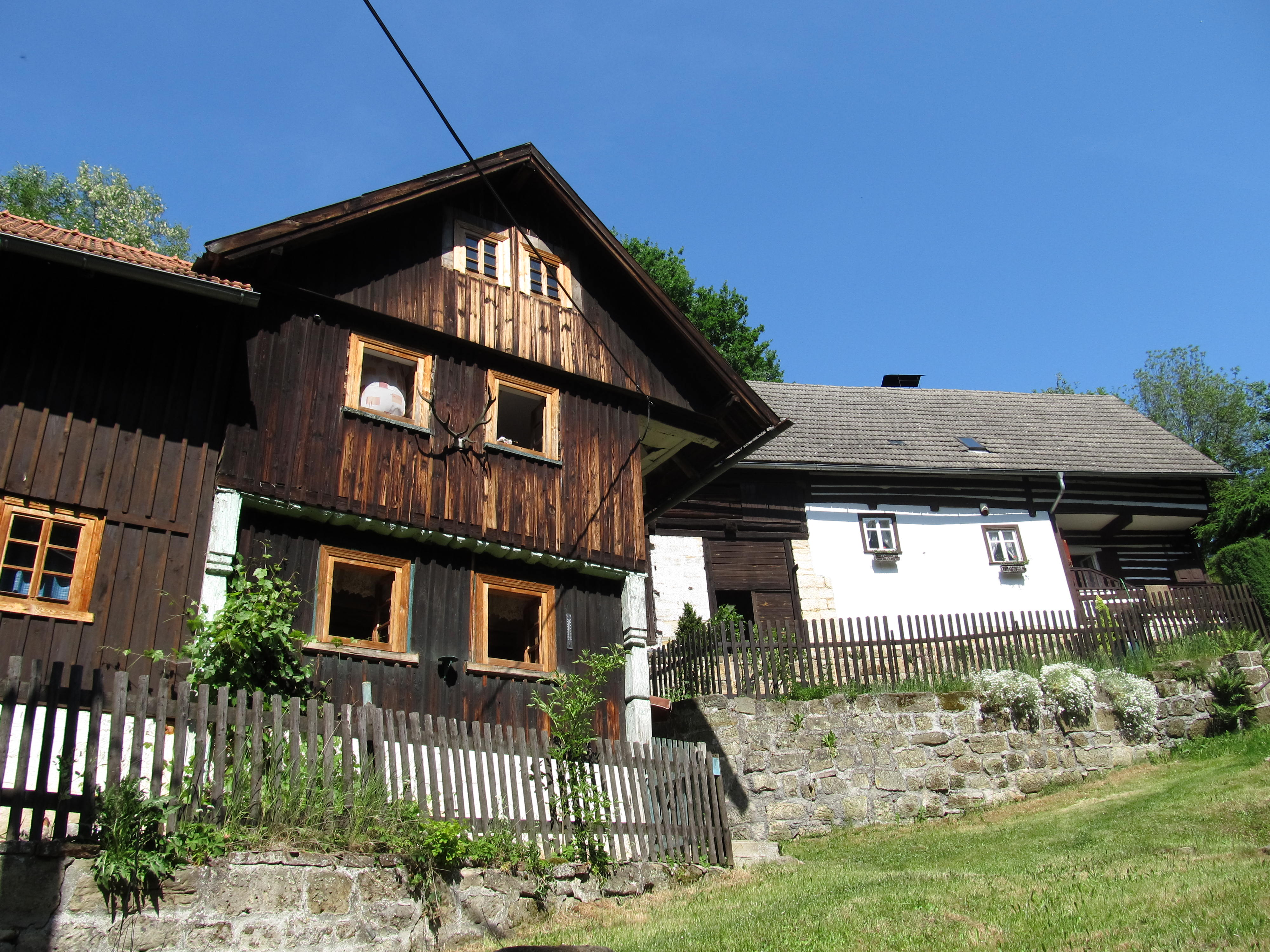
Žďár (okres Česká Lípa)
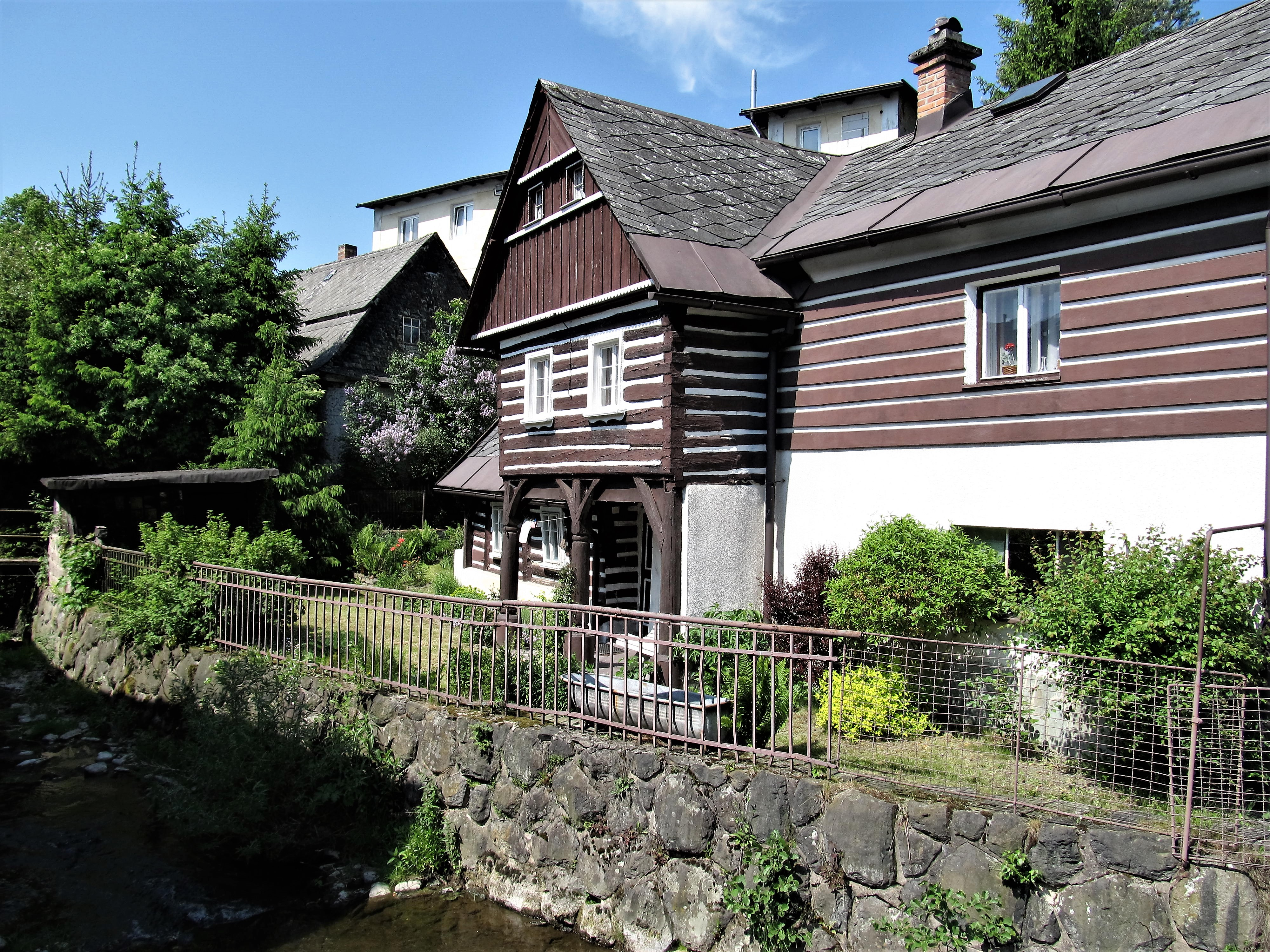
Železný Brod (okres Semily)